# Diadromus bipunctatus
Diadromus bipunctatus är en stekelart som beskrevs av Carl Gustav Alexander Brischke 1862. Diadromus bipunctatus ingår i släktet Diadromus och familjen brokparasitsteklar. Inga underarter finns listade i Catalogue of Life.